# Ruud van Nistelrooy
Rutgerus Johannes Martinius van Nistelrooy (inițial scris Van Nistelrooĳ; n. 1 iulie 1976, Oss, Brabantul de Nord, Țările de Jos) este un fotbalist neerlandez retras din activitate, care a jucat pe post de atacant la echipe ca Manchester United, Den Bosch⁠(d) și Real Madrid. Pe plan internațional, are prezențe la națională pentru Țările de Jos. După încheierea carierei, a devenit antrenor, și antrenează în prezent pe Leicester City FC.

## Cariera la club
Van Nistelrooy și-a început cariera profesională în 1993 la divizionara secundă olandeză FC Den Bosch, unde a fost reprofilat din apărător central la centru înaintaș, după ce a jucat o parte din timp pentru Nooit Gedacht și Magriet. După ce a reușit să dea 18 goluri în 13 jocuri în sezonul 1996-1997, a fost transferat la SC Heerenveen în anul următor și a dat 30 de goluri în 31 de meciuri în acel sezon. A semnat un contract cu PSV Eindhoven în următorul sezon pentru un salariu de 6,3 milioane €, pe atunci o sumă record de transfer între două echipe olandeze.
A avut o realizare impresionantă de 31 de goluri în 34 de meciuri, devenind golgheter în Eredivisie și al doilea marcator în toată Europa. A marcat de asemenea toate cele trei goluri ale lui PSV într-un meci din Champions League împotriva HJK Helsinki pe 25 noiembrie 1998; Van Nistelrooy a terminat anul câștigând premiul "Jucătorul Olandez al Anului". În al doilea sezon la club, a avut 29 de goluri și din nou a terminat cu titlul de golgheter în Eredivise.
La doar câteva zile după, în vara anului 2000, Manchester United a oferit 18,5 milioane £ în schimbul lui, dar după ce medicii de la Manchester United au găsit probleme medicale ale jucătorului, transferul a căzut. Van Nistelrooy suferise o rană la genunchi în timpul unei sesiuni de antrenament. Când tranzacția a fost finalizată în aprilie 2001, Manchester United a fost forțată să plătească un preț adițional de 500,000 £ pentru serviciile jucătorului. După ce a trecut cu succes un test medical, Van Nistelrooy s-a alăturat echipei Manchester United pentru un total de 19 milioane £ și un contract pe 5 ani semnat cu campioana Premier League.

### Manchester United

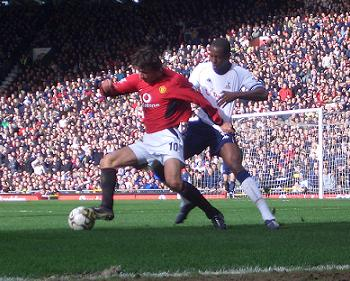
Van Nistelrooy jucând pentru Manchester United împotriva Tottenham Hotspur

În timpul primului său sezon, a înscris 23 de goluri în 32 de jocuri, sfârșind anul cu un record în ligă. De asemenea a reușit 10 goluri în Champions League încheind un sezon de debut incredibil și fiind numit Jucătorul Anului de Jucătorii din Anglia.
Van Nistelrooy a început sezonul 2003-2004 marcând două goluri în două jocuri, care i-au mărit recordul la 10 jocuri consecutive. A reușit golul 100 și 101 într-o victorie contra Everton F.C. pe 7 februarie 2004 după ce a depășit recordul clubului european al lui Denis Law. A semnat un contract nou care l-ar fi putut ține în club până în vara anului 2008.
A pierdut o mare parte din sezonul 2004-2005 datorită rănirii sale, dar a marcat 8 goluri în Liga Campionilor, în ciuda eliminării echipei sale în etapa knockout de A.C. Milan.
La începutul sezonului 2005-2006, van Nistelrooy a marcat pentru United în primele patru etape din Premiership. A încheiat sezonul pe locul doi în clasamentul golgheterilor, cu 21 de goluri, în urma lui Thierry Henry de la Arsenal.

### Plecarea de la Manchester United

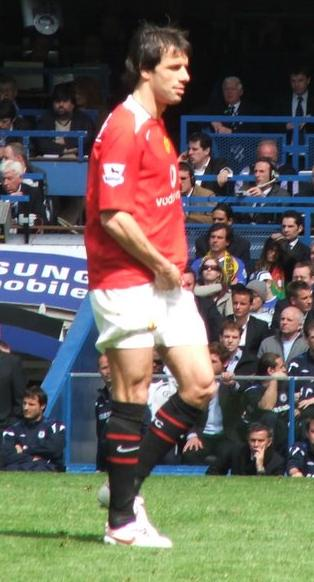
Van Nistelrooy împotriva lui Chelsea în aprilie 2006.

Van Nistelrooy nu a fost folosit în finala Cupei Ligii contra Wigan Athletic, alimentând speculațiile unei neînțelegeri între el și Ferguson, teorie pe care van Nistelrooy a respins-o. A fost lăsat pe bancă în 6 meciuri consecutive ale ligii, și totuși s-a reîntors în echipa de start la mecurile cu West Ham United și Bolton Wanderers F.C.. Lipsa de timp de joc i-a dat posibilitatea lui Henry să îl depășească acesta devenind golgheter în Premiership. Un dubiu nou zvon s-a răspândit despre viitorul lui van Nistelrooy când a fost lăsat pe bancă în finalul sezonului contra Charlton Athletic, Manchester câștigând cu 4 la 0. Ferguson a susținut că van Nistelrooy a fost mânios de decizie și a părăsit stadionul cu trei ore înainte de startul meciului.
Pe 9 mai 2006, Setanta Sports a raportat că eliminarea lui van Nistelrooy din echipă a fost din cauza unui conflict la un antrenament între el și colegul său de echipă, Cristiano Ronaldo.

## Real Madrid
Pe 15 iunie 2006, Sir Alex Ferguson a confirmat că van Nistelrooy va părăsi pe United pentru Real Madrid. Spaniolii au plătit pentru el 24 de milioane €, iar jucătorul a semnat un contract pentru trei sezoane. În prima stagiune la Real, olandezul a devenit golgheter al campionatului Spaniei, cu 25 de goluri marcate, și a egalat recordul lui Hugo Sanchez de goluri consecutive, marcând în șapte meciuri la rând.
La începutul anului 2008, în luna martie, a trecut printr-o operație la gleznă, revenind pe teren abia în luna mai. A încheiat sezonul cu 20 de goluri în 32 de meciuri.
În noiembrie 2008 Real Madrid a anunțat că van Nistelrooy va rata întreg sezonul 2008-2009 din cauza unei intervenții chirurgicale la genunchiul drept cu ajutorul căreia i-a fost reparat meniscul. Până înainte de anunț, el jucase 12 meciuri și marcase 10 goluri.
A revenit abia în startul sezonului 2009-2010, jucând 10 minute la data de 20 septembrie 2009, în partida cu Xerez CD, și reușind să marcheze un gol. S-a accidentat din nou, de această dată la coapsă, și a lipsit șase săptămâni, revenind pe 27 octombrie la un meci din Cupa Spaniei. Pierzându-și locul de titular în echipă din cauza accidentărilor, van Nistelrooy a decis să părăsească pe Real Madrid.

## Hamburger SV
Pe 23 ianuarie 2010, Van Nistelrooy a semnat un contract pentru un an și jumătate cu Hamburger SV, urmând să evolueze la clubul german până în iunie 2011.

## Statistici

### Club
La 13 mai 2011.
| Club              | Sezon        | Campionat | Campionat | Cupa    | Cupa   | Cupa Ligii | Cupa Ligii | Europa  | Europa | Altele  | Altele | Total   | Total  |
| Club              | Sezon        | Meciuri   | Goluri    | Meciuri | Goluri | Meciuri    | Goluri     | Meciuri | Goluri | Meciuri | Goluri | Meciuri | Goluri |
| ----------------- | ------------ | --------- | --------- | ------- | ------ | ---------- | ---------- | ------- | ------ | ------- | ------ | ------- | ------ |
| Den Bosch         | 1993–94      | 2         | 0         |         |        | –          | –          | –       | –      |         |        | 2       | 0      |
| Den Bosch         | 1994–95      | 15        | 3         | 2       | 3      | –          | –          | –       | –      |         |        | 17      | 6      |
| Den Bosch         | 1995–96      | 21        | 2         |         |        | –          | –          | –       | –      |         |        | 21      | 2      |
| Den Bosch         | 1996–97      | 31        | 12        |         |        | –          | –          | –       | –      |         |        | 31      | 12     |
| Den Bosch         | Total        | 69        | 17        | 2       | 3      | –          | –          | –       | –      |         |        | 71      | 20     |
| Heerenveen        | 1997–98      | 31        | 13        | 5       | 3      | –          | –          | –       | –      |         |        | 36      | 16     |
| Heerenveen        | Total        | 31        | 13        | 5       | 3      | –          | –          | –       | –      |         |        | 36      | 16     |
| PSV Eindhoven     | 1998–99      | 34        | 31        | 5       | 1      | –          | –          | 7       | 6      |         |        | 46      | 38     |
| PSV Eindhoven     | 1999–2000    | 23        | 29        | 2       | 0      | –          | –          | 8       | 3      |         |        | 33      | 32     |
| PSV Eindhoven     | 2000–01      | 10        | 2         | 2       | 3      | –          | –          | –       | –      |         |        | 12      | 5      |
| PSV Eindhoven     | Total        | 67        | 62        | 9       | 4      | –          | –          | 15      | 9      |         |        | 91      | 75     |
| Manchester United | 2001–02      | 32        | 23        | 2       | 2      | 0          | 0          | 14      | 10     | 1       | 1      | 49      | 36     |
| Manchester United | 2002–03      | 34        | 25        | 3       | 4      | 4          | 1          | 11      | 14     | 0       | 0      | 52      | 44     |
| Manchester United | 2003–04      | 32        | 20        | 4       | 6      | 0          | 0          | 7       | 4      | 1       | 0      | 44      | 30     |
| Manchester United | 2004–05      | 17        | 6         | 3       | 2      | 0          | 0          | 7       | 8      | 0       | 0      | 27      | 16     |
| Manchester United | 2005–06      | 35        | 21        | 2       | 0      | 2          | 1          | 8       | 2      | 0       | 0      | 47      | 24     |
| Manchester United | Total        | 150       | 95        | 14      | 14     | 6          | 2          | 47      | 38     | 2       | 1      | 219     | 150    |
| Real Madrid       | 2006–07      | 37        | 25        | 3       | 2      | –          | –          | 7       | 6      | 0       | 0      | 47      | 33     |
| Real Madrid       | 2007–08      | 24        | 16        | 1       | 0      | –          | –          | 7       | 4      | 1       | 0      | 33      | 20     |
| Real Madrid       | 2008–09      | 6         | 4         | 0       | 0      | –          | –          | 4       | 3      | 2       | 3      | 12      | 10     |
| Real Madrid       | 2009–10      | 1         | 1         | 2       | 0      | –          | –          | 1       | 0      | 0       | 0      | 4       | 1      |
| Real Madrid       | Total        | 68        | 46        | 6       | 2      | –          | –          | 19      | 13     | 3       | 3      | 96      | 64     |
| Hamburger SV      | 2009–10      | 11        | 5         | 0       | 0      | –          | –          | 7       | 2      | 0       | 0      | 18      | 7      |
| Hamburger SV      | 2010–11      | 25        | 7         | 1       | 3      | –          | –          | 0       | 0      | 0       | 0      | 26      | 10     |
| Hamburger SV      | Total        | 36        | 12        | 1       | 3      | –          | –          | 7       | 2      | 0       | 0      | 44      | 17     |
| Málaga            | 2011–12      | 28        | 4         | 4       | 1      | –          | –          | 0       | 0      | 0       | 0      | 32      | 5      |
| Málaga            | Total        | 28        | 4         | 4       | 1      | –          | –          | 0       | 0      | 0       | 0      | 32      | 5      |
| Career total      | Career total | 449       | 249       | 41      | 30     | 6          | 2          | 88      | 62     | 5       | 4      | 589     | 347    |

### Internațional

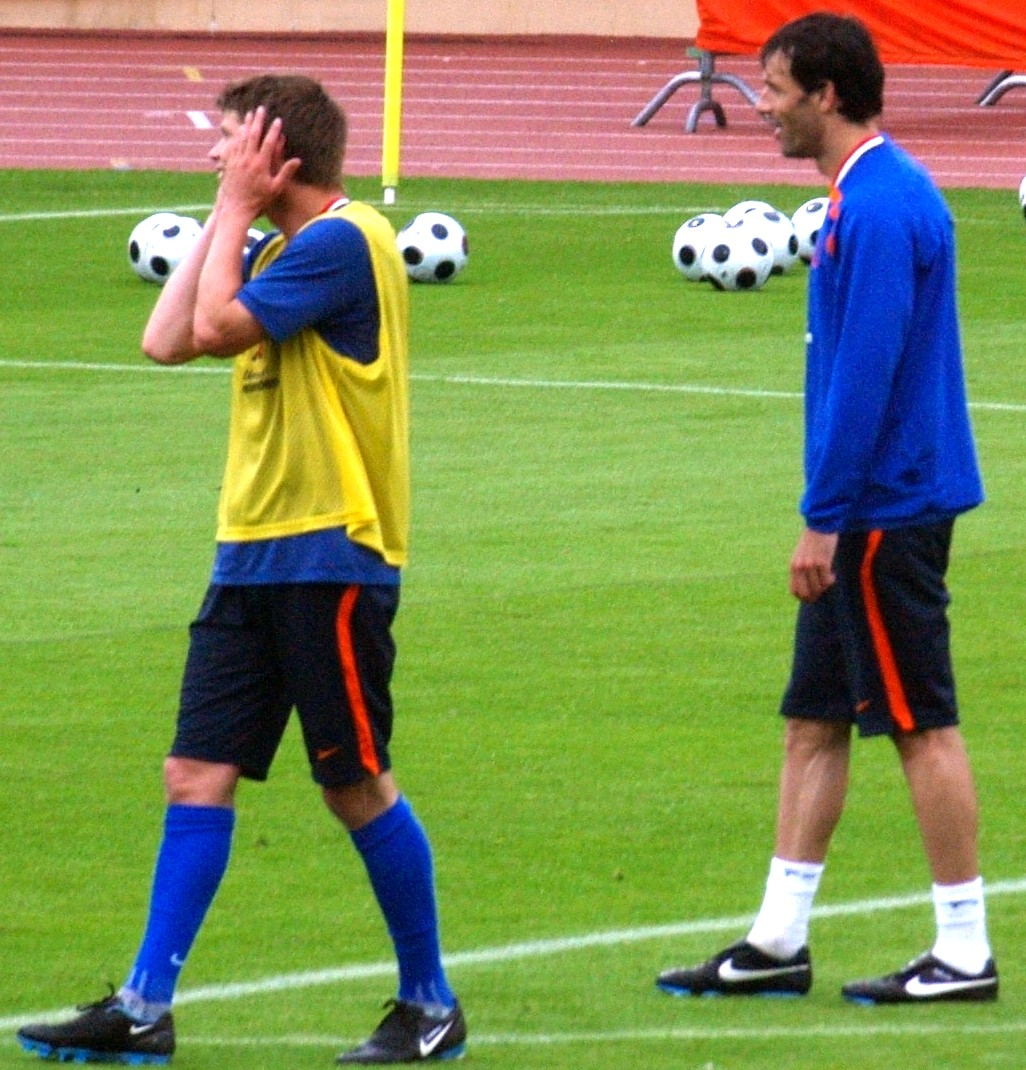
Van Nistelrooy (dreapta) cu Klaas-Jan Huntelaar la antrenamentele pentru UEFA Euro 2008. Van Nistelrooy și-a anunțat inițial retragerea de la echipa națională în ianuarie 2007, dar a revenit temporar pentru turneu. El a revenit la echipa națională în martie 2011 pentru un meci de calificare la UEFA Euro 2012 împotriva Ungariei, în care a marcat, ajutând Olanda să câștige meciul.

| National team | Year | Friendlies | Friendlies | International competition | International competition | Total | Total  | Ratio |
| National team | Year | App        | Goluri     | App                       | Goluri                    | App   | Goluri | Ratio |
| ------------- | ---- | ---------- | ---------- | ------------------------- | ------------------------- | ----- | ------ | ----- |
| Țările de Jos | 1998 | 1          | 0          | 0                         | 0                         | 1     | 0      | 0     |
| Țările de Jos | 1999 | 8          | 1          | 0                         | 0                         | 8     | 1      | 0.125 |
| Țările de Jos | 2000 | 1          | 0          | 0                         | 0                         | 1     | 0      | 0     |
| Țările de Jos | 2001 | 2          | 1          | 5                         | 6                         | 7     | 7      | 1     |
| Țările de Jos | 2002 | 3          | 1          | 1                         | 0                         | 4     | 1      | 0.25  |
| Țările de Jos | 2003 | 2          | 0          | 6                         | 5                         | 8     | 5      | 0.625 |
| Țările de Jos | 2004 | 4          | 0          | 7                         | 6                         | 11    | 6      | 0.545 |
| Țările de Jos | 2005 | 1          | 0          | 8                         | 5                         | 9     | 5      | 0.556 |
| Țările de Jos | 2006 | 2          | 2          | 3                         | 1                         | 5     | 3      | 0.6   |
| Țările de Jos | 2007 | 1          | 0          | 4                         | 2                         | 5     | 2      | 0.4   |
| Țările de Jos | 2008 | 2          | 1          | 3                         | 2                         | 5     | 3      | 0.6   |
| Țările de Jos | 2010 | 0          | 0          | 3                         | 1                         | 3     | 1      | 0.333 |
| Țările de Jos | 2011 | 1          | 0          | 2                         | 1                         | 3     | 1      | 0.333 |
| Total         |      | 28         | 6          | 42                        | 29                        | 70    | 35     | 0.5   |

| #  | Dată               | Stadion                                          | Adversar          | Scor | Rezultat | Competiție               |
| -- | ------------------ | ------------------------------------------------ | ----------------- | ---- | -------- | ------------------------ |
| 1  | 28 aprilie 1999    | Gelredome, Arnhem, Țările de Jos                 | Maroc             | 1–2  | 1–2      | Amical                   |
| 2  | 25 aprilie 2001    | Philips Stadion, Eindhoven, Țările de Jos        | Cipru             | 4–0  | 4–0      | 2002 WCQ                 |
| 3  | 2 iunie 2001       | Lilleküla Stadium, Tallinn, Estonia              | Estonia           | 2–2  | 2–4      | 2002 WCQ                 |
| 4  | 2 iunie 2001       | Lilleküla Stadium, Tallinn, Estonia              | Estonia           | 2–4  | 2–4      | 2002 WCQ                 |
| 5  | 15 august 2001     | White Hart Lane, Londra, Anglia                  | Anglia            | 0–2  | 0–2      | Amical                   |
| 6  | 5 septembrie 2001  | Philips Stadion, Eindhoven, Țările de Jos        | Estonia           | 5–0  | 5–0      | 2002 WCQ                 |
| 7  | 6 octombrie 2001   | Gelredome, Arnhem, Țările de Jos                 | Andorra           | 3–0  | 4–0      | 2002 WCQ                 |
| 8  | 6 octombrie 2001   | Gelredome, Arnhem, Țările de Jos                 | Andorra           | 4–0  | 4–0      | 2002 WCQ                 |
| 9  | 20 noiembrie 2002  | Arena Auf Schalke, Gelsenkirchen, Germania       | Germania          | 1–3  | 1–3      | Amical match             |
| 10 | 29 martie 2003     | De Kuip, Rotterdam, Țările de Jos                | Cehia             | 1–0  | 1–1      | 2004 UEQ                 |
| 11 | 2 aprilie 2003     | Sheriff Stadium, Tiraspol, Moldova               | Republica Moldova | 1–1  | 1–2      | 2004 UEQ                 |
| 12 | 19 noiembrie 2003  | Amsterdam ArenA, Amsterdam, Țările de Jos        | Scoția            | 3–0  | 6–0      | 2004 UEQ                 |
| 13 | 19 noiembrie 2003  | Amsterdam ArenA, Amsterdam, Țările de Jos        | Scoția            | 4–0  | 6–0      | 2004 UEQ                 |
| 14 | 19 noiembrie 2003  | Amsterdam ArenA, Amsterdam, Țările de Jos        | Scoția            | 6–0  | 6–0      | 2004 UEQ                 |
| 15 | 15 iunie 2004      | Estádio do Dragão, Porto, Portugalia             | Germania          | 1–1  | 1–1      | UEFA Euro 2004           |
| 16 | 19 iunie 2004      | Estádio Municipal de Aveiro, Aveiro, Portugalia, | Cehia             | 2–0  | 2–3      | UEFA Euro 2004           |
| 17 | 23 iunie 2004      | Estádio Municipal de Braga, Braga, Portugalia    | Letonia           | 1–0  | 3–0      | UEFA Euro 2004           |
| 18 | 23 iunie 2004      | Estádio Municipal de Braga, Braga, Portugalia    | Letonia           | 2–0  | 3–0      | UEFA Euro 2004           |
| 19 | 13 octombrie 2004  | Amsterdam ArenA, Amsterdam, Țările de Jos        | Finlanda          | 2–1  | 3–1      | 2006 WCQ                 |
| 20 | 13 octombrie 2004  | Amsterdam ArenA, Amsterdam, Țările de Jos        | Finlanda          | 3–1  | 3–1      | 2006 WCQ                 |
| 21 | 30 martie 2005     | Philips Stadion, Eindhoven, Țările de Jos        | Armenia           | 2–0  | 2–0      | 2006 WCQ                 |
| 22 | 8 iunie 2005       | Helsinki Olympic Stadium, Helsinki, Finlanda     | Finlanda          | 0–1  | 0–4      | 2006 WCQ                 |
| 23 | 3 septembrie 2005  | Hanrapetakan Stadium, Yerevan, Armenia           | Armenia           | 0–1  | 0–1      | 2006 WCQ                 |
| 24 | 7 septembrie 2005  | Philips Stadion, Eindhoven, Țările de Jos        | Andorra           | 3–0  | 4–0      | 2006 WCQ                 |
| 25 | 7 septembrie 2005  | Philips Stadion, Eindhoven, Țările de Jos        | Andorra           | 4–0  | 4–0      | 2006 WCQ                 |
| 26 | 27 mai 2006        | De Kuip, Rotterdam, Țările de Jos                | Camerun           | 1–0  | 1–0      | Amical                   |
| 27 | 4 iunie 2006       | De Kuip, Rotterdam, Țările de Jos                | Australia         | 1–0  | 1–1      | Amical                   |
| 28 | 16 iunie 2006      | Gottlieb-Daimler-Stadion, Stuttgart, Germania    | Coasta de Fildeș  | 2–0  | 2–1      | Campionatul Mondial 2006 |
| 29 | 8 septembrie 2007  | Amsterdam ArenA, Amsterdam, Țările de Jos        | Bulgaria          | 2–0  | 2–0      | 2008 UEQ                 |
| 30 | 12 septembrie 2007 | Qemal Stafa, Tirana, Albania                     | Albania           | 0–1  | 0–1      | 2008 UEQ                 |
| 31 | 29 mai 2008        | Philips Stadion, Eindhoven, Țările de Jos        | Danemarca         | 1–0  | 1–1      | Amical                   |
| 32 | 9 iunie 2008       | Stade de Suisse, Wankdorf, Berna, Elveția        | Italia            | 1–0  | 3–0      | Euro 2008                |
| 33 | 21 iunie 2008      | St. Jakob-Park, Basel, Elveția                   | Rusia             | 1–1  | 1–3      | Euro 2008                |
| 34 | 3 septembrie 2010  | Stadio Olimpico, Serravalle, San Marino          | San Marino        | 0–5  | 0–5      | 2012 UEQ                 |
| 35 | 29 martie 2011     | Amsterdam ArenA, Amsterdam, Țările de Jos        | Ungaria           | 3–2  | 5–3      | 2012 UEQ                 |

## Palmares

### Club
PSV Eindhoven
- Eredivisie (2): 1999–2000, 2000–01
- Johan Cruijff Shield (2): 1998, 2000

Manchester United
- Premier League (1): 2002–03
- FA Cup (1): 2003–04
- Football League Cup (1): 2005–06
- FA Community Shield (1): 2003

Real Madrid
- La Liga (2): 2006–07, 2007–08
- Supercopa de España (1): 2008

### Individual
- Eredivisie Topscorer (2): 1998–99, 1999–2000
- Dutch Footballer of the Year (2): 1999, 2000
- Premier League Player of the Month (3): decembrie 2001, februarie 2002, aprilie 2003
- UEFA Champions League Most Valuable Striker (1): 2001–02
- UEFA Champions League Topscorer (3): 2001–02, 2002–03, 2004–05
- Sir Matt Busby Player of the Year (2): 2001–02, 2002–03
- ESM Team of the Year (1): 2001–02
- IFFHS World's Top Goal Scorer of the Year (1): 2002
- PFA Fans' Player of the Year (1): 2002
- PFA Players' Player of the Year (1): 2001–02
- PFA Team of the Year (2): 2001–02, 2003–04
- Premier League Goal of the Month (1): martie 2003
- Barclays Player of the Year (1): 2002–03
- Premier League Golden Boot (1): 2002–03
- UEFA Club Forward of the Year (1): 2002–03
- UEFA Team of the Year (1): 2003
- FIFA 100
- UEFA Euro Silver Boot (1): 2004
- UEFA Euro Team of the Tournament (1): 2004
- Pichichi Trophy (1): 2006–07
- IFFHS World's Top Goal Scorer of the Decade 2001–2010